# Arthur Maletke
Arthur Maletke (* 12. Januar 1888 in Bromberg; † 9. Juni 1945 in Stabelwitz bei Breslau) war ein deutscher Gestapo-Angehöriger, welcher als Oberinspektor in Breslau verantwortlich für den Mord an Hunderten von Zwangsarbeitern war. Er wurde durch ein Sowjetisches Militärtribunal (SMT) hingerichtet.

## Leben
1935 wurde der in Breslau wohnende Maletke Gestapo-Mitglied. Zum 1. Mai 1937 trat er der NSDAP bei (Mitgliedsnummer 4.079.295). Später wurde er Kriminaloberinspektor der 4. Abteilung der Gestapo-Breslau, wo er 12 Inspektoren mit insgesamt 40 geheimen Agenten kommandierte und verantwortlich für die Bekämpfung ausländischer Sabotage war. In dieser Position wurden 300 bis 350 unschuldige Zwangsarbeiter verhaftet und entweder ins KZ eingeliefert oder von der SS erschossen. Maletke führte persönlich Strafverfahren gegen 175 Zwangsarbeiter durch.
Am 21. Mai 1945 wurde er in Breslau festgenommen und am 6. Juni durch ein Sowjetisches Militärtribunal zum Tode durch ein Erschießungskommando verurteilt. Am 9. Juni desselben Jahres wurde er in Stabelwitz, einem Breslauer Vorort, hingerichtet.